# 龍献寺
龍献寺（りゅうごんじ）は、京都府京丹後市網野町木津にある曹洞宗の寺院。

## 歴史

### 離湖時代
建治2年（1276年）、永平寺五世義雲大和尚が丹後国竹野郡にある離湖の離島に大殿堂を建立し、湖秀山龍献寺と号した。丹後国第一の大寺と言われていたと伝わる。
承応元年（1652年）、永平寺開山400回忌の折、龍献寺が末寺三十八ヶ寺とその他十三ヶ寺を勧化をして、茶湯料を献納したとされる。

### 木津移転後
延宝2年（1674年）に但州長松寺七世より密雲大授和尚が代替地を求め、天和3年（1683年）に木津村に移転したとされる。
貞享4年（1687年）に火災に遭い、元禄5年（1692年）に造立を行った。老朽化の為、安永3年（1774年）に新宮を実施し、殿堂が完備。昭和2年（1927年）の丹後震災で西側の附属建物は倒壊し、什器類も相当の被害を受けた。

## 移転の理由
離湖から木津村への移転の理由としては以下の二つの説がある。
- 寛永10年（1633年）に宮津藩2代藩主の京極高広が入府すると「一覧亭」と称する茶屋屋敷を置いたという。ところが子の京極高国が離湖で魚を捕っては、宴会をするため、龍献寺の僧侶が注意すると高国が激怒し、龍献寺をことごとく焼き壊した為、木津へ逃げたとされる[1]。

- 寛永2年（1625年）に京極高広が宮津に智源寺を創建すると、龍献寺に対して、智源寺末に改宗せよと難題を突き付けられた為、拒否したところ、寺を焼かれた為、木津へ逃げたとされる[2]。

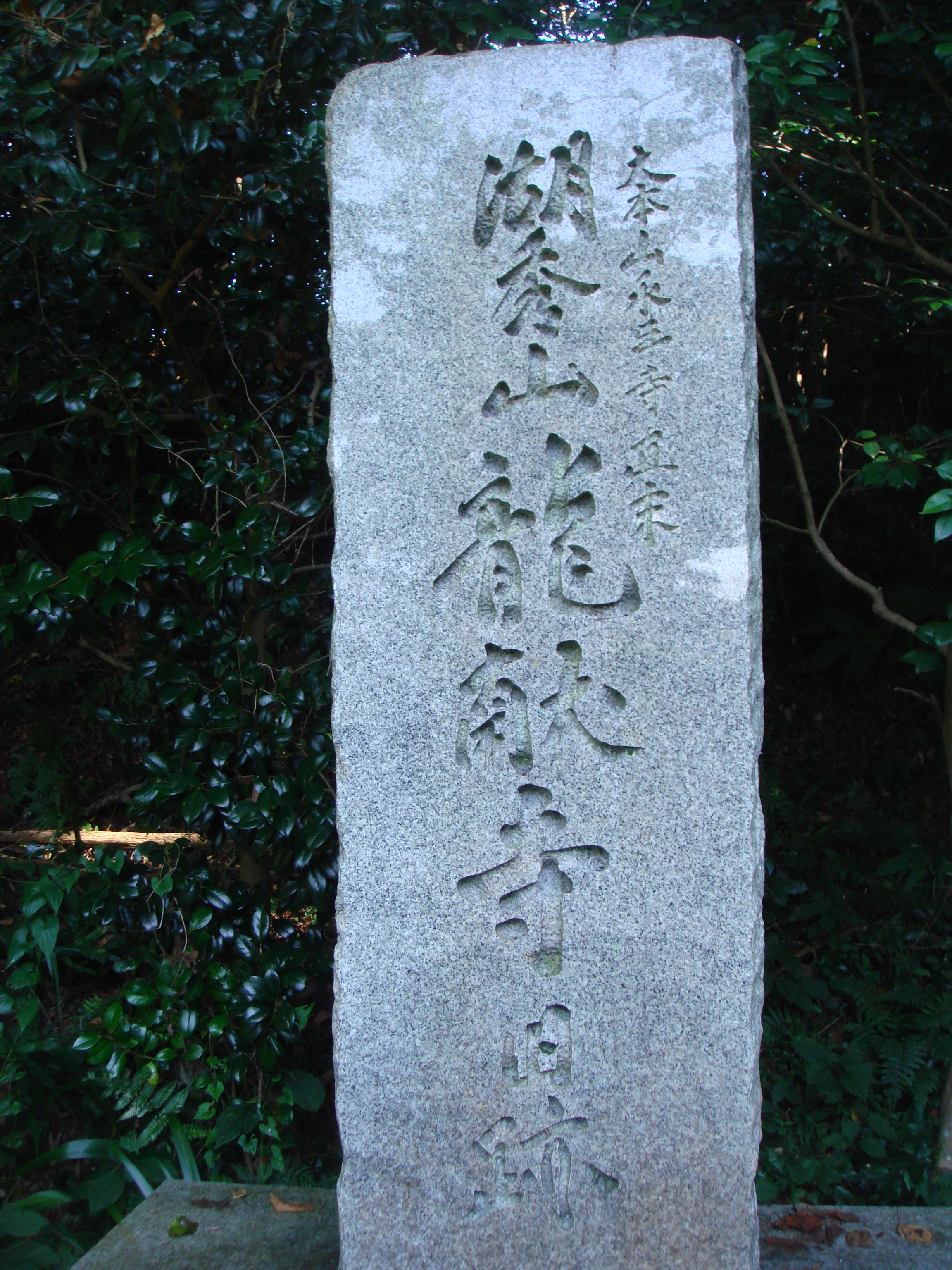
離湖に建つ龍献寺跡の石碑